# خالد البيتي
خالد البيتي إعلامي سعودي من مواليد الجمعة ١٤ شعبان ١٣٧٩هـ الموافق ١٢ فبراير ١٩٦٠م تلقى تعليمه الجامعي في جامعة الملك عبدالعزيز وحصل منها على درجة الماجستير في الإدارة العامة عن دور الجمهور في رفع كفاءة الخدمات العامة .
التحق بالعمل الإذاعي متعاوناً مع اذاعة جدة عام ١٣٩٨هـ - ١٩٧٨م وكان قد بدأ العمل في الخطوط الجوية السعودية قبل ذلك بعام . كما بدأ التعاون مع التلفزيون في شهر ذي القعدة ١٣٩٩هـ منفذاً للفترات وقارئاً لمطالعات الصحف والأخبار
في عام ١٤٠٤هـ - ١٩٨٤م انتقلت خدماته من الخطوط السعودية للعمل رسمياً في وزارة الإعلام ، واستمر عمله في الاذاعة حتى عام ١٤٠٨هـ - ١٩٨٨م انتقل بعدها للعمل في تلفزيون جدة وتم تكليفه بالعمل مديراً للبرامج وكبيراً للمذيعين ، وفي عام ١٤٢٤هـ - ٢٠٠٤م أصبح مساعداً لمدير عام تلفزيون جدة وفي عام ١٤٢٦هـ - ٢٠٠٦م أصبح مديراً عاماً لتلفزيون جدة ، ومع انطلاقة قناة أجيال من مركز تلفزيون جدة في مطلع شهر شوال ١٤٣٠هـ-٢٠٠٩م تولى الإشراف العام على القناة .
تنقل في العمل بين جدة والرياض حيث عمل في إذاعة الرياض والقناة الأولى لمدة عامين .
حفل مشواره الإعلامي بإعداد وتقديم العديد من البرامج في الإذاعة منها صباح الخير ونسيم الصباح والرقم المفضل وسفينة الأنغام وأوراق المساء والمايكروفون الصحفي ومشوار اليوم وطلابنا في الميدان ونشرات الأخبار ، والمشاركة على مدى مايزيد على خمسة وأربعين عاماً في نقل الصلاة من المسجد الحرام والمسجد النبوي الشريف قبل انتقالها للقناة الثانية ومن ثم إلى قناة السنة وكذلك في تغطية شعائر الحج والمناسبات الملكية .. وله بعض المساهمات في الكتابة الصحفية .
خلال مشاركاته في موسم الحج أعد وقدم العديد من البرامج منها برنامج
لبيك اللهم لبيك والذي كان أول برنامج مباشر يبث من عرفات عام ١٤١٦ هـ واستوديو عرفات وصباح الخير عرفات والحج عرفة ومن ذاكرة الحج وليالي منى وهو البرنامح الذي دعاه لاقتراح انشاء استوديو زجاجي مطل على الجمرات .
بالاضافة إلى تغطية نفرة الحجيج من عرفات إلى المشعر الحرام .
تلقى العديد من الدورات الإعلامية داخل المملكة وخارجها .

## مناصبه
تمت ترقيته إلى مستشار إعلامي بالمرتبة الرابعة عشرة وكان يشغل مدير عام مركز تلفزيون جدة والمشرف العام على قناة أجيال حتى تقاعده .

## أسرته
تزوج في عام 1404هـ وله ثمانية أبناء .